# Antonio Mateu Lahoz
Antonio Miguel Mateu Lahoz est un arbitre international espagnol de football né le 12 mars 1977 à Barcelone.

## Carrière
Antonio Mateu Lahoz est arbitre de première division espagnole (Liga) entre 2008 et 2023.
Il arbitre notamment la finale de la Ligue des champions de l'UEFA 2020-2021, réalisant un match salué par les observateurs,. Arbitre du quart de finale de la Coupe du monde 2022 entre l’Argentine et les Pays-Bas, l’arbitre espagnol distribue dix-sept cartons jaunes, un record dans la compétition, et est vivement critiqué par les deux équipes après la rencontre.
Le 31 décembre, lors d'une rencontre opposant le FC Barcelone et l'Espanyol de Barcelone, l'arbitre fait à nouveau polémique en distribuant 16 cartons dont deux rouges. Il était également l'arbitre du dernier match de Gerard Piqué avec le FC Barcelone durant lequel il lui adresse un carton rouge alors que le joueur était encore sur le banc.
Le 19 juin 2023, il arbitra son dernier match lors de la rencontre France - Grèce après 15 saisons au plus haut niveau.

## Statistiques
Dernière modification le 29 mai 2021 
- Nombre de matchs de Liga arbitrés : 240[6] (Première Division espagnole) depuis 2008.
- Nombre de matchs en Ligue des Champions : 35 dont 1 finale.
- Nombre de matchs internationaux arbitrés : 37[7] depuis 2011.
- Nombre de matchs de Saudi Pro League arbitrés : 1.
- Coupe du monde 2018
- Coupe du monde 2022